# España Circo Este

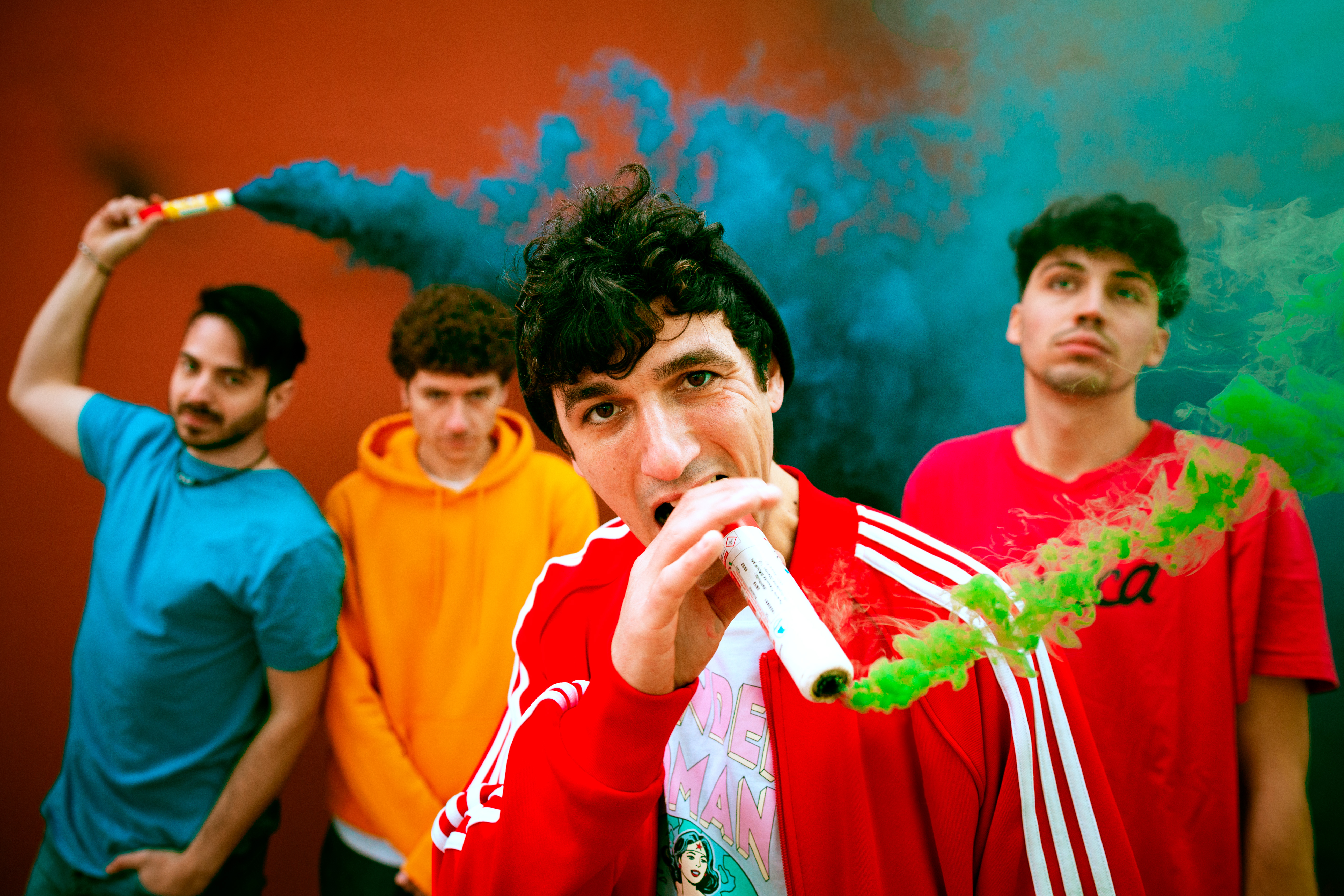
Espana Circo Este

Gli España Circo Este sono un gruppo musicale indie rock italiano nato nel 2013, caratterizzati da moltissime influenze di musica reggae, latino americana e world music.

## Storia

### 2013-2016: esordi eLa Revoluciòn Del Amor
Nati nel 2013, alla fine dell'anno gli España Circo Este pubblicano il loro primo EP dal titolo Il Bucatesta per l'etichetta RedLed Records (Super Elastic Bubble Plastic, A.D. e Wah Companion). Al disco fa seguito un tour di oltre 100 date in Italia e Spagna.

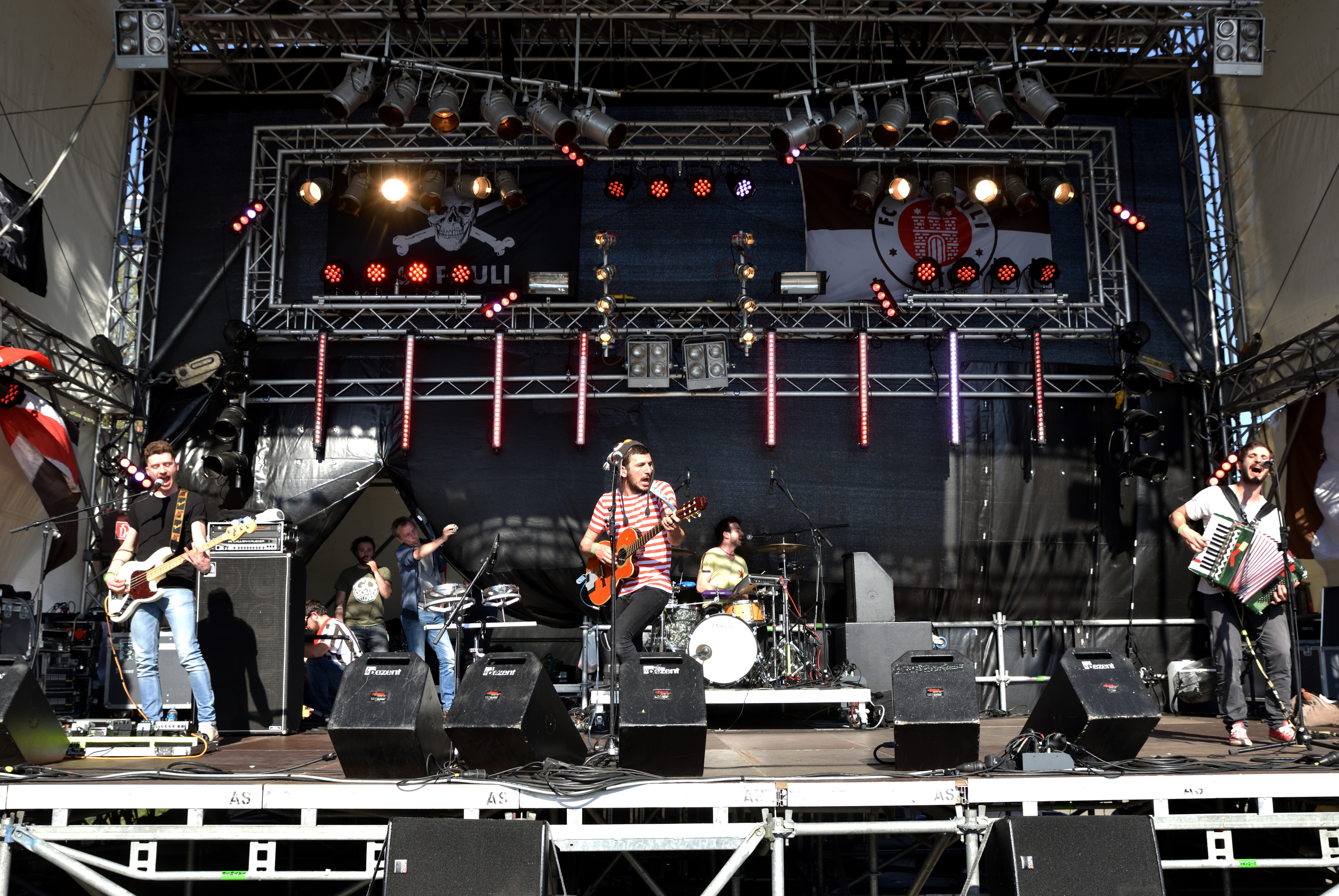
Gli Espana Circo Este in concerto nel 2016

La revolución del amor esce il 16 gennaio 2015, prodotto sempre dalla Treid Records e distribuito da Goodfellas Int / Believe Digital. Da gennaio a settembre la band è impegnata in un tour europeo che li porta in Italia, Svizzera, Austria, Danimarca, Germania, e Repubblica Ceca. L'estate dello stesso anno vengono invitati da Manu Chao e dai Gogol Bordello come band supporto ufficiale dei loro tour italiani. Suonano anche insieme a Dubioza kolektiv, HeyMoonShaker e Shaggy. A fine ottobre 2015 gli Espana Circo Este presentano il singolo Margherita mia; per tre settimane il brano è in Top20 della indie radio chart nazionali. A dicembre 2015 gli Espana Circo Este, con il brano La revolucion del amor, sono ospiti del programma Caterpillar AM su Radio Rai e partecipano con un cameo alla serie TV Tutto può succedere di RAI 1.
Nel 2016 partono per un secondo tour europeo. Il tour fa tappa in alcuni dei più importanti festival europei, come l’Home Festival di Treviso, l’Hafenfest di Amburgo, il Breminalia a Brema, il Passpop ed il Lowlands in Olanda (prima band italiana invitata in oltre 20 anni di programmazione di questo storico festival olandese).

### 2017-2019:Scienze della Maleducazione
Il 20 gennaio 2017 pubblicano il loro secondo album Scienze della maleducazione in Italia con Garrincha Dischi, in Spagna, Francia e Portogallo con la Ventilador Music ed in Germania, Austria e Svizzera con la T3 Records di Berlino. Nell'autunno 2017 vengono premiati per il "miglior tour nazionale ed internazionale" al MEI. Il 18 ottobre 2017 esce il disco live Tour della Maleducazione.
Il 7 aprile 2017 esce una versione deluxe dell’album Marassi degli Ex-Otago; la band collabora alla rivisitazione del brano Non molto lontano. A dicembre 2017 entrano in studio per registrare, con il pluri Latin Grammy Awards Loris Ceroni, un disco cantato interamente in spagnolo che verrà distribuito nel giugno 2018 in Sud America. Questo progetto discografico vede la partecipazione della pop star messicana Flor Amargo.
Il 10 novembre 2017 la band pubblica il brano Chiapas|Cumbia de la Revolucion insieme ai Punkreas, Frank Agrario, Teta Mona e COSTA!. Il brano fa parte del CD Garrincha Loves Chiapas i cui ricavati vengono devoluti interamente alle comunità del Chiapas.
Nel 2018 e 2019 la band è impegnata in un nuovo tour estero: oltre 80 concerti da Marzo 2018 a Settembre 2019 in ben 9 paesi diversi (USA, Francia, Spagna, Austria, Svizzera, Germania, Olanda, Repubblica Ceca, Ungheria) tra cui spiccano le partecipazioni ai prestigiosi South By Southwest Festival ad Austin Texas, il Mundial Festival e MadNes Festival in Olanda e lo Sziget Festival a Budapest, Ungheria.

### 2019 - 2023: daMachu PicchuadUshuaia
Il 22 ottobre 2019 esce il singolo Cento Metri, seguito il 9 dicembre dal secondo singolo La mia Rivolta, e poco dopo dal brano Se la cantiamo ci passerà, anticipando la pubblicazione del loro terzo album in studio, chiamato Machu Picchu, uscito il 20 marzo 2020 per Garrincha Dischi e prodotto da Fabio Gargiulo.
L'uscita del disco - inizialmente prevista in marzo 2020 - viene rimandata in tardo autunno 2020, il 6 novembre, a causa della pandemia globale Covid-19 e relativo lockdown. Durante il periodo estivo 2020 la band organizza un mini tour acustico di dieci date dal nome "Serenate Didattiche a Distanza".
La band pubblica tra aprile e settembre 2020 altri singoli estratti dal nuovo album Machu Picchu: Nati storti, Canzone per un mondo meglio, È da un po' che aspetto il mio fra un po' e Dormo Poco e Sogno Molto.
Il 18 Dicembre 2020 pubblicano insieme ai Garrincha Star All-Stars per il Garrincha Mixtape Vol.9 una cover del brano Sentimiento nuevo di Franco Battiato.
Il videoclip di Dormo Poco e Sogno Molto, diretto dal regista Paolo Santamaria, vince - tra la fine del 2020 e i primi mesi del 2021 - i premi per "Best Music Video" al Venezia Shorts Italy 2020, al Laurus Film Festival (Moldova, Kazakhstan and Belarus) ed al Rome Independent Prisma Awards (Italy), il premio "Best Director" al Best Film Awards 2020 London (UK), il premio "Best Animation" all'Eurasia International Monthly Film Festival Moscow (Russia), il "Premio Vibeco" al Cortinametraggio 2021 (Italy) ed ottiene le nomination per "Best Animation" al Berlin Music Video Awards 2021 (GER), al Chicago Indie Film Awards 2020 (USA), al Near Nazareth Film Festival 2020 (ISRAEL), al Sweden Film Awards 2020 ed all'ARFF Barcelona International Awards 2021 (SPA). Ottiene inoltre l'"Honorable Mention" al GENERIcamente UMANI 2021 (Italy) ed all'ICAN/LAX International Film Competition Pennsylvania (USA) e "l'alloro" come "Official Selection" in oltre 25 Festival Cinematografici Internazionali.
Il gruppo fa il proprio ritorno sulle scene nel 2022, pubblicando tre singoli anticipatori del loro quarto album in studio Ushuaia, uscito il 20 maggio 2022. Nel 2023 pubblicano il disco live Da Machu Picchu a Ushuaia: Il Bootleg, registrato al Botanique di Bologna durante l'estate 2022. In seguito all'uscita del disco intraprendono una tournée estiva che sancisce la fine del'era  iniziata con Machu Picchu.

### 2024 - Oggi:Canzoni Per La Decrescita Felice
Ad aprile 2024 annunciano l'uscita di un nuovo singolo Addio Paura in collaborazione con la band italiana Modena City Ramblers. Il brano è seguito a distanza di un mese da Vino In Cartone (Canzone Per La Decrescita Felice), e a novembre dal singolo La Mia Preghiera, in collaborazione con la band pordenonese Sick Tamburo. La Mia Preghiera racconta dell'alluvione dell'Emilia-Romagna del 2023. Poche settimane dopo la band annuncia un nuovo tour nei club italiani, per i primi mesi del 2025, nel quale verrà presentato in anteprima il loro quinto album. Il 13 dicembre viene pubblicato Pizza Cuore Family, quarto singolo estratto dal loro quinto disco, seguito poco dopo dal brano Vederti Ancora. L'album Canzoni Per La Decrescita Felice esce il 14 marzo 2025.

## Formazione

### Attuali
- Marcello "Marcelo" Putano  – voce, chitarra (2013-presente)
- Francesco "Ponz" Pontillo – basso, chitarra, sintetizzatori cori, (2016-presente)
- Giammarco "Jimmy" Tassinari – batteria, percussioni, cori (2013-presente)
- Matteo "Don" Bertani – violino, fisarmonica, chitarra, cori (2016-presente)

### Turnisti
- Paolo "Pablo" Barigazzi – tromba, trombone, cori, tamburello, melodica (2021-presente)

### Ex componenti
- Señor Missi – violino, fisarmonica (2013-2016)
- Felix – basso (2014-2016)
- Zedda – batteria (2013)

## Discografia

### Album in studio
- 2015 – La revolución del amor
- 2017 – Scienze della maleducazione
- 2020 – Machu Picchu
- 2022 – Ushuaia
- 2025 – Canzoni Per La Decrescita Felice

### Album dal vivo
- 2017 – Tour della Maleducazione
- 2023 – Da Machu Picchu a Ushuaia: Il Bootleg

### EP
- 2013 – Circo Este Ciudad
- 2013 – Il Bucatesta
- 2018 – Bau Bau Ciudad (con Flor Amargo)

### Singoli
- 2021 – TATARALì (feat. Cacao Mental)
- 2022 – Sorriso